# Anjuigebirge
Das Anjuigebirge (russisch Анюйский хребет), auch Südliches Anjuigebirge (russisch Южно-Анюйский хребет), ist ein bis 1853 m hohes Hochgebirge im Autonomen Kreis der Tschuktschen im Nordosten von Sibirien und Russland (Asien).
Das Anjuigebirge liegt östlich der Kolyma und wird von den Flüssen Großer Anjui im Süden und Kleiner Anjui im Norden begrenzt.
Der Höhenzug hat eine Länge von etwa 380 km. Die höchste Erhebung ist der 1779 m hohe Pik Blokhina (Пик Блохина) (⊙).
Als Teil des Ostsibirischen Berglands grenzt das Anjuigebirge im Osten an das Anadyr-Plateau. Im Süden liegt das Kolymagebirge und im Westen das Kolyma-Tiefland (Ostteil des Ostsibirischen Tieflands).
Das Hochgebirge ist kaum bewohnt.